# Зубаїр
Зубаї́р (каз. Зубаир) — село у складі Бородуліхинського району Абайської області Казахстану. Адміністративний центр Зубаїрівського сільського округу.
Населення — 294 особи (2021; 352 у 2009, 516 у 1999, 854 у 1989).
Національний склад станом на 1989 рік:
- казахи — 79 %